# Boletice nad Labem (nádraží)
Boletice nad Labem jsou železniční stanice, která se nachází v severozápadní části Nebočad, místní části Děčína. Stanice leží v km 449,776 železniční trati Ústí nad Labem-Střekov – Děčín mezi stanicemi Velké Březno a Děčín východ.

## Historie
Zastávka v místě pozdější stanice byla dána do provozu 15. října 1874 pod názvem Neschwitz jako součást právě otevřeného úseku Rakouské severozápadní dráhy (ÖNWB) mezi stanicemi Ústí nad Labem-Střekov a Děčín-Prostřední Žleb. V roce 1891 byla zastávka rozšířena na výhybnu. Po vzniku Československa byl název změněn v roce 1919 na Nebočany, již v roce 1921 na Nebočany-Boletice, v roce 1924 pak na Nebočady-Boletice nad Labem a v roce 1937 na Nebočady. Za německé okupace byl používán v letech 1938-1939 název Neschwitz (Elbe), následně až do roku 1945 Neschwitz-Politz. Poté se vrátil český název Nebočady, který vydržel do roku 1964, kdy byl změněn na Boletice nad Labem.

## Popis stanice
Ještě v roce 1998 byla stanice vybavena elektromechanickým zabezpečovacím zařízením s řídicím přístrojem v dopravní kanceláři ve výpravní budově a závislými výhybkářskými přístroji na stavědlech St. 1 (velkobřezenské zhlaví) a St. 2 (děčínské zhlaví). Ve stanici bylo celkem 24 výhybek, které byly přestavovány pákami na stavědlech pomocí drátovodů (18 ks) nebo ručně (6 ks). Již v té době byla světelná návěstidla u všech kolejí.
Později bylo ve stanici aktivováno elektrické stavědlo 3. kategorie TEST 24 (B), které ovládá výpravčí z pultu umístěného v dopravní kanceláři ve výpravní budově. Jsou zde čtyři dopravní koleje (v pořadí od budovy 4, 2, 1, 3) o užitečných délkách od 459 do 517 metrů. Ve stanici je 15 výhybek s elektromotorickým přestavníkem, další čtyři se přestavují ručně. Jsou zde tři jednostranná úrovňová nástupiště s hranou ve výšce 200 mm nad temenem kolejnice, nacházejí se u kolejí č. 4 (délka 128 m), 2 (128 m) a 1 (137 m).
Do velkobřezenského zhlaví stanice je zaústěno manipulační kolejiště, do kterého jsou napojeny vlečky DS SMITH (dříve Obalex) (v roce 2017 mimo provoz) a CHEMOTEX Děčín (dříve Bohemiachem). Ještě v roce 1998 bylo zdejší manipulační kolejiště rozsáhlejší a vedle výše uvedených vleček na něj navazovala ještě vlečka Vlnap. Další vlečka - KOCI a spol. - odbočuje v km 452,542 z první traťové koleje úseku Boletice n. L. - Děčín východ, ta však již byla mimo provoz v roce 2006.
Stanice je vybavena světelnými návěstidly, odjezdová návěstidla jsou u všech dopravních kolejí. Ve směru od Velkého Března jsou vjezdová návěstidla 1L a 2L v km 449,096, resp. 449,095. Před aktivací TEST 24 bylo z této strany vjezdové návěstidlo jen u koleje správného směru (tj. u 2. traťové koleje), mělo označení L a leželo v km 449,335. Na opačné straně stanice jsou vjezdová návěstidla 1S a 2S v km 450,695, dvě vjezdová návěstidla v této poloze zde byla už v době elektromechanického zabezpečovacího zařízení, jen měla označení S a 2S.
Původně byly jízdy vlaků v obou přilehlých traťových úsecích zabezpečeny hradlovým poloautomatickým blokem s tím, že do Děčína východu byl jen jeden prostorový oddíl, do Velkého Března byly dva prostorové oddíly rozdělené hradlem Těchlovice. S aktivací TEST 24 bylo v úseku do Děčína východu zřízeno automatické hradlo bez oddílových návěstidel, hradlový poloautoblok do Velkého Března zůstal zpočátku zachován. Až v roce 2015 bylo hradlo Těchlovice zrušeno, v úseku bylo aktivováno obousměrné automatické hradlo se stanovištěm AHr Těchlovice.